# Hermann Pünder (Politiker)

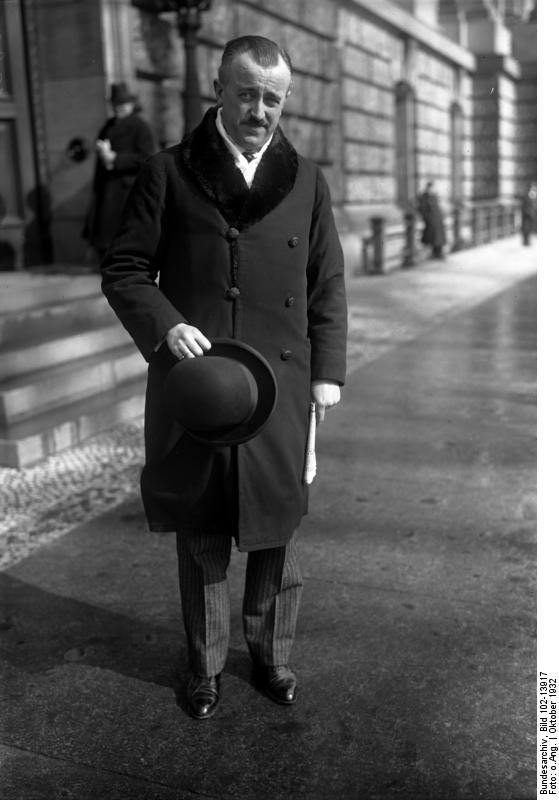
Hermann Pünder (1932)

Hermann Josef Maria Ernst Pünder (* 1. April 1888 in Trier; † 3. Oktober 1976 in Fulda) war ein deutscher Verwaltungsjurist, Ministerialbeamter und Politiker der Deutschen Zentrumspartei. Er stieg zum Staatssekretär und Chef der Reichskanzlei unter den Reichskanzlern Wilhelm Marx (Zentrum), Hermann Müller (SPD) und Heinrich Brüning (Zentrum) auf. Nach 1945 trat er in die Christlich Demokratische Union Deutschlands ein. 1949–1957 war er Mitglied des Deutschen Bundestages. Von November 1945 bis Mai 1948 war er der von der Control Commission for Germany (British Element) ernannte Oberbürgermeister von Köln. 1947 wurde er Oberdirektor (Vorsitzender des Verwaltungsrates) des Wirtschaftsrates des Vereinigten Wirtschaftsgebietes. Er leistete wichtige Vorarbeiten für die Entstehung der Bundesrepublik Deutschland.

## Familie
Hermann Pünder war seit 1920 verheiratet mit Magda, geb. Statz; seine Frau war die Schwester von Leo Statz (1898–1943) und Cousine von Erich Klausener. Aus der Ehe stammen die vier Kinder Hermann, Adelheid, Winfried und Tilman Pünder. Ein Enkel ist Hermann Pünder (Jurist).
Er war der Bruder der Nationalökonomin und Dozentin Marianne Pünder. Sein älterer Bruder war der Jurist Werner Pünder, dessen Sohn Reinhard Pünder war Bischof des brasilianischen Bistums Coroatá.
Die Grabstätte von Hermann und Magda Pünder befindet sich auf dem Kölner Melaten-Friedhof (Lit. J, zwischen Lit. C+D).

## Leben und Wirken

### Aufstieg zum Leiter der Reichskanzlei

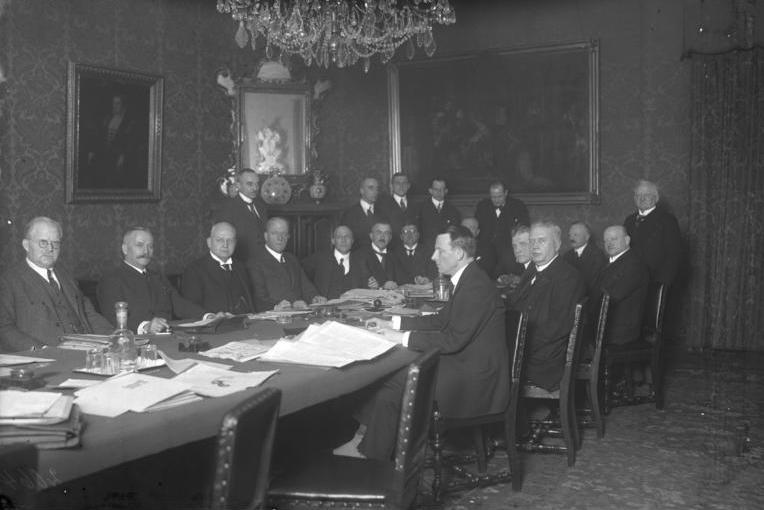
Das Kabinett Luther in der Alten Reichskanzlei, Pünder ist der leitende Beamte

Nach dem Abitur am St. Michael-Gymnasium (Bad Münstereifel) studierte Pünder Rechtswissenschaft in Freiburg, Berlin und London. Das Studium schloss er 1911 mit der Promotion zum Dr. iur. ab. 1919 wurde er Regierungsrat im Reichsministerium der Finanzen. Unter dem parteilosen Reichskanzler Hans Luther wechselte Pünder 1925 mit diesem in die Reichskanzlei, zunächst im Range eines Ministerialrats, jedoch mit der Amtsbezeichnung „Ministerialdirektor“. Anschließend stieg Pünder zum Staatssekretär und Chef der Reichskanzlei auf – ein Posten, auf dem er sich von 1926 bis 1932 unter den Reichskanzlern Marx (Zentrum), Müller (SPD) und Brüning (Zentrum) halten konnte. Nebenberuflich lehrte er an der Deutschen Hochschule für Politik in Berlin teils zeitgleich mit dem ebenfalls dort lehrenden Theodor Heuss.

### Zwangspensionierung seit 1933
Brünings Nachfolger Franz von Papen zu dienen, war Pünder nicht bereit. So ging er von Berlin in die Provinz und amtierte zunächst von 1932 bis 1933 als Regierungspräsident von Münster, bevor die Nationalsozialisten ihn auch aus dieser Position verdrängten und in Pension schickten. Ab 1939 diente er als Reserveoffizier, zuletzt als Major, im Kommandostab vom Wehrkreis VI (Münster).

### Freispruch im Prozess am Volksgerichtshof

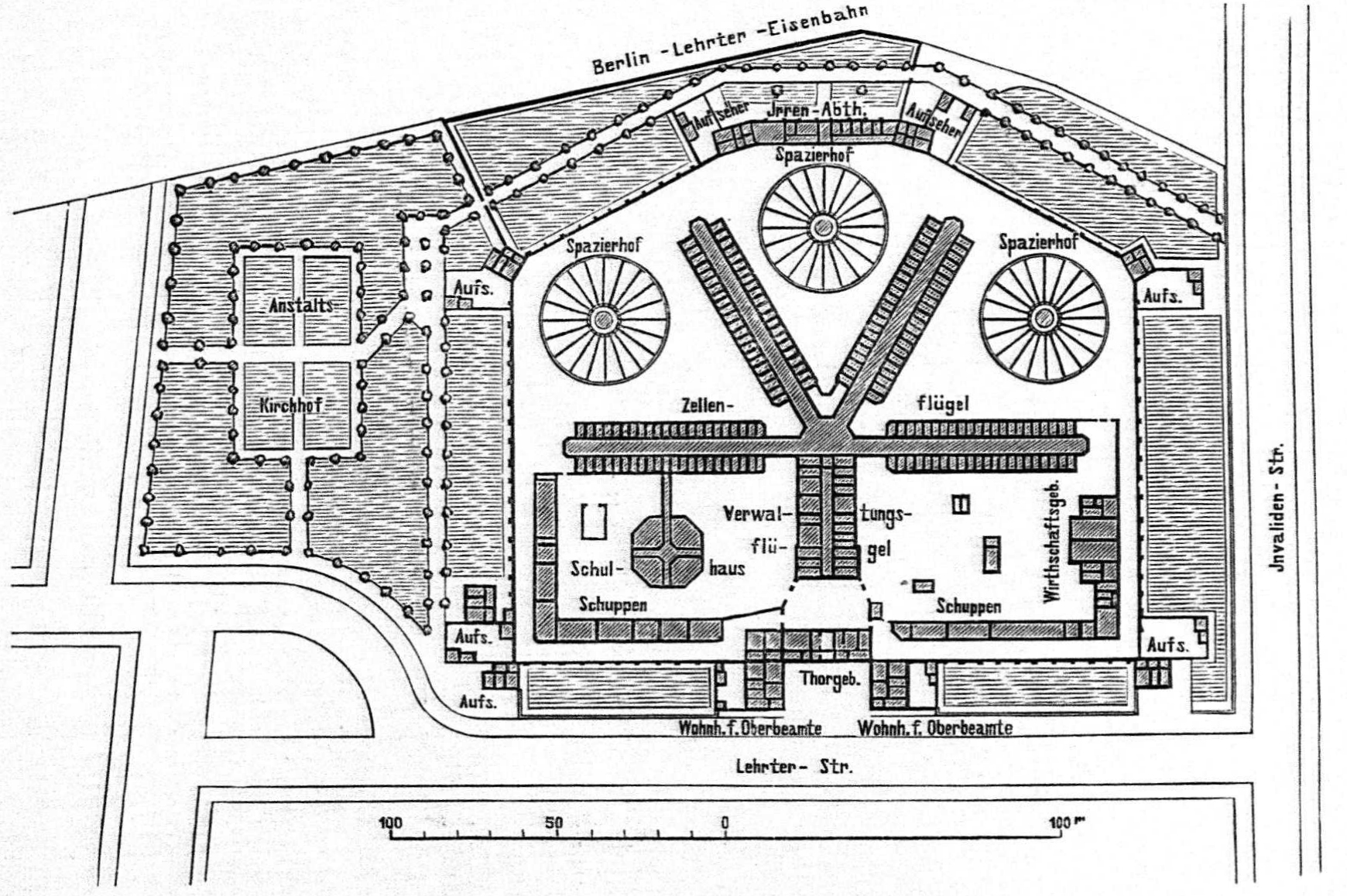
Zellengefängnis Moabit, Lageplan 1896

Nach dem Attentat vom 20. Juli 1944 wurde er am 21. Juli 1944 in Münster von der Geheimen Staatspolizei verhaftet und nach Berlin überführt. Dort war er vier Monate im Zellengefängnis Lehrter Straße eingesperrt und wurde wegen Beteiligung an der Verschwörung gegen Hitler verhört. Verdächtig gemacht hatte ihn ein Kontakt zu Carl Friedrich Goerdeler, der zu den Hauptverschwörern gehörte. Als entscheidend im Prozess sollte sich eine mögliche Einflussnahme vor allem auf Roland Freisler erweisen. Durch die Einfädelung eines Kontaktes des mit den Nationalsozialisten gut vernetzten Heinz Tietjen zu Roland Freisler, dem Vorsitzenden des Volksgerichtshofes, erreichte Marianne Pünder im Prozess am Volksgerichtshof den Freispruch ihres Bruders Hermann aus Mangel an Beweisen. Der Mitangeklagte Eugen Bolz wurde im gleichen Verfahren zum Tode verurteilt.

### Schutzhäftling bis Mai 1945
Nach dem Freispruch wurde er in Schutzhaft genommen und zuerst im KZ Ravensbrück in einem speziellen Kellergefängnis der Sicherheitspolizeischule Drögen eingesperrt. Gegen Ende des Kriegs wurden die Sonderhäftlinge über Buchenwald, Schönberg, Dachau in den Bereich der sogenannten Alpenfestung gebracht und landeten in Niederdorf (Südtirol). Die Befreiung der SS-Geiseln in Südtirol bewahrte sie vor der Erschießung durch die SS-Wachen.

### Karriere in der Nachkriegszeit
Politisch unbelastet konnte Pünder seine politisch-administrative Karriere bereits kurz nach dem Ende des Zweiten Weltkriegs fortsetzen, zuerst als Oberbürgermeister von Köln und dann als Oberdirektor des Verwaltungsrats im Wirtschaftsrat des Vereinigten Wirtschaftsgebietes (Bizone). Von 1947 bis 1973 amtierte Pünder als Vorsitzender des Zentral-Dombau-Vereins zu Köln von 1842.

## Partei
In der Weimarer Republik war Pünder Mitglied der Deutschen Zentrumspartei. Pünder gehörte 1945 zu den Mitgründern der CDU Nordrhein-Westfalen. Vom 15. Oktober bis zum 30. November 1945 war er Erster Vorsitzender der CDP (später CDU) in Münster.

## Abgeordneter
1947 wurde Pünder als Abgeordneter in den Landtag Nordrhein-Westfalen gewählt, nachdem er zuvor dem ernannten Landtag angehört hatte. Bei der Bundestagswahl 1949 und der Bundestagswahl 1953 errang er im Bundestagswahlkreis Köln II ein Direktmandat für den Deutschen Bundestag, dem er bis 1957 angehörte.
Von 1949 bis 1953 war er Vorsitzender des Bundestagsausschusses für den Marshallplan und vom 20. März 1952 bis zum Ende der ersten Legislaturperiode des Ausschusses für Kommunalpolitik.
Vom 16. Juli 1952 bis zum 1. Juli 1956 war er auch Mitglied des Europaparlaments. Zeitweise gehörte er auch der Parlamentarischen Versammlung des Europarates an, in der er 1957 den Ausschuss für Haushaltsfragen und intergouvernementale Arbeitsprogramme leitete.

## Öffentliche Ämter
Am 1. April 1932 wurde Pünder nach dem Preußenschlag als Nachfolger des entlassenen Rudolf Amelunxen zum Regierungspräsidenten im Regierungsbezirk Münster ernannt, jedoch schon zum 1. Juli 1933 von den Nationalsozialisten in den einstweiligen Ruhestand versetzt. 1933 war er für kurze Zeit auch gleichzeitig kommissarischer Oberpräsident der Provinz Westfalen. 1934 wurde Pünder endgültig aus dem Staatsdienst entlassen.
Am 20. November 1945 wurde Pünder von der britischen Militärregierung zum Oberbürgermeister von Köln ernannt. Er übte dieses Amt bis 1948 aus. 1947 wurde er zum Oberdirektor (Vorsitzender des Verwaltungsrates) des Wirtschaftsrates der Bizone ernannt.

## Ehrungen

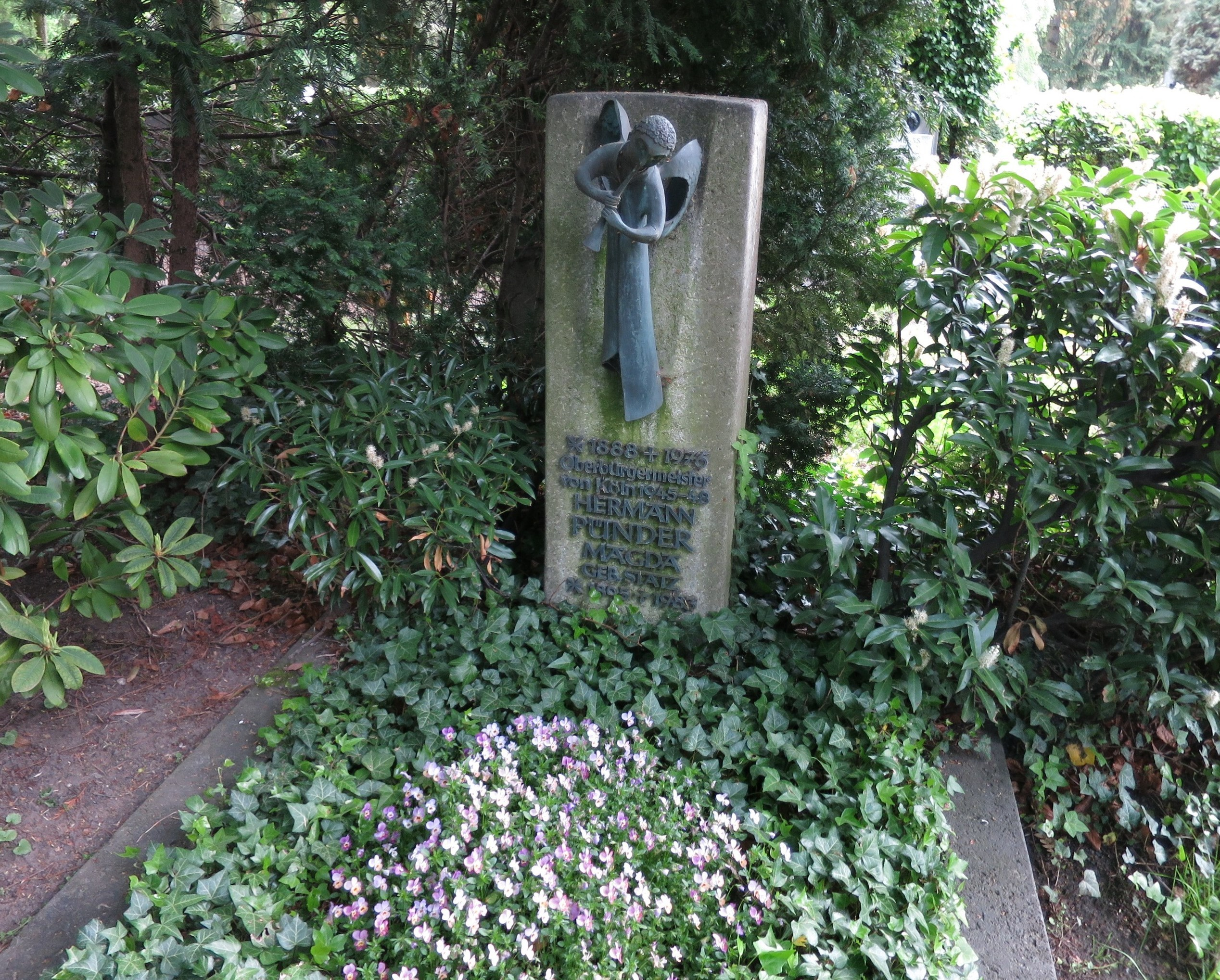
Grab (Friedhof Melaten) (2018)

- Pünder wurde 1953 das Große Verdienstkreuz mit Stern und Schulterband der Bundesrepublik Deutschland verliehen.
- Im selben Jahr erhielt er die Ehrendoktorwürde der Universität zu Köln. 1967 ernannte diese ihn zu ihrem Ehrensenator. Im Rahmen des 100. Jubiläums der Universitätsgründung distanzierte sich die Universitätsleitung von der Verleihung der Ehrensenatorwürde aufgrund seiner Verstrickungen mit dem NS-Regime. Dies wurde mit Entscheidung des Rektorats am 21. Mai 2025 aufgrund der Ergebnisse neuerer Forschungen rückgängig gemacht.[16]
- In Bad Münstereifel, Köln, München und Hamm sind Straßen nach Pünder benannt.
- Er war Ehrenmitglied der katholischen Studentenverbindungen AV Rheinstein Köln im Cartellverband der katholischen deutschen Studentenverbindungen und KStV Askania Berlin sowie KStV Urach Freiburg im Kartellverband katholischer deutscher Studentenvereine.

## Veröffentlichungen
- Die deutschen Gemeinden gestern, heute und morgen. Bachem, Köln 1948.
- Politik in der Reichskanzlei. Aufzeichnungen aus den Jahren 1929–1932. Deutsche Verlagsanstalt, Stuttgart 1961.
- Der Reichspräsident in der Weimarer Republik. Athenäum-Verlag, Frankfurt/M. 1961.
- Von Preußen nach Europa. Lebenserinnerungen. Deutsche Verlagsanstalt, Stuttgart 1968.